# Congregación del Sagrado Corazón de Jesús de Betharram

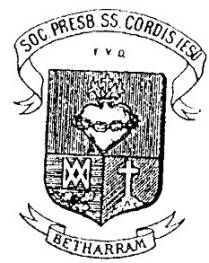

La Congregación de Sacerdotes del Sagrado Corazón de Jesús de Betharram (en latín: Societas Presbyterorum Sacratissimi Cordis Iesu de Bétharram, conocidos por la sigla S.C.I.) es un instituto de vida consagrada constituido en el seno de la Iglesia católica.
Fundada en Betharram por san Miguel Garicoits en 1832, esta congregación, dedicada al Sagrado Corazón, tiene la misión de evangelizar al pueblo y enseñar a los jóvenes. Fue formalmente autorizada por el Papa poco después de la muerte de Garicoits.
Viven en pequeñas comunidades de 3 a 4 personas en Argentina, Brasil, Costa de Marfil, España, Francia, Gran Bretaña, India, Israel, Italia, Jordania, Palestina, Paraguay, República Centroafricana, Tailandia y Uruguay.